# 国閑町
国閑町（かいごちょう）は、愛知県豊田市の地名。

## 地理

### 施設
- 林松院

## 歴史

### 沿革
- 江戸時代 - 三河国加茂郡国閑村として所在[1]。
- 1627年（寛永4年） - 旗本大給松平氏の知行となる[1]。
- 1684年（貞享元年） - 大給松平氏が大名になったことにより、大給藩領となる[1]。のちに改称し奥殿藩領となる[1]。
- 1863年（文久3年） - 転封により信濃田野口藩領となる[1]。
- 1868年（明治元年） - 改称により信濃竜岡藩領となる[1]。
- 1878年（明治11年） - 加茂郡の東西分割により、東加茂郡国閑村となる[1]。
- 1889年（明治22年） - 東加茂郡盛岡村大字国閑となる[1]。
- 1955年（昭和30年） - 東加茂郡足助町大字国閑となる[1]。
- 2005年（平成17年）4月1日 - 東加茂郡足助町大字国閑が合併により、豊田市国閑町となる[WEB 6]。

### 人口の変遷
国勢調査による人口および世帯数の推移。
| 1995年（平成7年）  | 34世帯 136人 |  |
| 2000年（平成12年） | 40世帯 154人 |  |
| 2005年（平成17年） | 41世帯 150人 |  |
| 2010年（平成22年） | 40世帯 139人 |  |
| 2015年（平成27年） | 48世帯 152人 |  |
| 2020年（令和2年）  | 47世帯 138人 |  |

### WEB
1. 1 2  総務省統計局 (2022年2月10日). “令和2年国勢調査の調査結果(e-Stat) - 男女別人口，外国人人口及び世帯数－町丁・字等” (CSV). 2023年8月2日閲覧。
2. ↑  “愛知県豊田市の町丁・字一覧”.   人口統計ラボ. 2024年2月26日閲覧。
3. ↑  “読み仮名データの促音・拗音を小書きで表記するもの(zip形式) 愛知県” (zip).   日本郵便 (2024年2月29日). 2024年3月26日閲覧。
4. ↑  “市外局番の一覧” (PDF).   総務省 (2022年3月1日). 2022年3月22日閲覧。
5. ↑  “ナンバープレートについて”.   一般社団法人愛知県自動車会議所. 2024年1月21日閲覧。
6. ↑  “愛知県豊田市の郵便番号一覧”.   日本郵便. 2024年2月29日閲覧。
7. ↑  総務省統計局 (2014年3月28日). “平成7年国勢調査の調査結果(e-Stat) - 男女別人口及び世帯数 －町丁・字等” (CSV). 2021年7月20日閲覧。
8. ↑  総務省統計局 (2014年5月30日). “平成12年国勢調査の調査結果(e-Stat) - 男女別人口及び世帯数 －町丁・字等” (CSV). 2021年7月20日閲覧。
9. ↑  総務省統計局 (2014年6月27日). “平成17年国勢調査の調査結果(e-Stat) - 男女別人口及び世帯数 －町丁・字等” (CSV). 2021年7月21日閲覧。
10. ↑  総務省統計局 (2012年1月20日). “平成22年国勢調査の調査結果(e-Stat) - 男女別人口及び世帯数 －町丁・字等” (CSV). 2021年7月21日閲覧。
11. ↑  総務省統計局 (2017年1月27日). “平成27年国勢調査の調査結果(e-Stat) - 男女別人口及び世帯数 －町丁・字等” (CSV). 2021年7月21日閲覧。

### 書籍
1. 1 2 3 4 5 6 7 8 9  「角川日本地名大辞典」編纂委員会 1989, p. 354.